# Городок (Хиславичский район)
 Городо́к — деревня в Смоленской области России, в Хиславичском районе. Расположена в юго-западной части области в 20 км к юго-западу от Хиславичей, в 1,5 км к северо-востоку от границы с Белоруссией, севернее автодороги Починок —Мстиславль на реке Городня.
Население — 44 жителя (2007 год). Входит в состав Кожуховичского сельского поселения.

## Достопримечательности
- Памятники археологии: городище (впервые использовалось днепро-двинскими племенами в 1-м тысячелетии до н. э., вторично в XII — XIII веках древнерусскими племенами); вокруг городища остатки селища (было заселено древнерусскими племенами).